# Achselkragen
Als Achselkragen wird ein im 16. und 17. Jahrhundert gebräuchliches Rüstungsteil mitteleuropäischen Ursprungs bezeichnet, welches dem Schutz von Hals und Oberarmen diente.

## Beschreibung
Der Achselkragen kam um 1530 als kostengünstig herstellbare Verbindung von Achsel und Harnischkragen im deutschsprachigen Raum auf. Seinen vergleichsweise geringen Produktionskosten entsprechend, wurde der Achselkragen vornehmlich zu massenhaft gefertigten Rüstungstypen wie dem Knechtsharnisch des Spießträgers und dem Trabharnisch des leichten Reiters getragen. Die mehrfach geschobenen, also aus beweglichen Stahlleisten oder „Folgen“ zusammengesetzten Achseln reichten oftmals bis zu den Ellenbogen und wurden mit Lederriemen an den Oberarmen festgeschnallt. Damit der Kragen geöffnet werden konnte, war eine der Achseln lediglich mit seinem Nackenstück vernietet, in das als Kehlstück bezeichnete Vorderteil jedoch nur eingerastet. Mit Panzerärmeln und langen Eisenhandschuhen kombiniert, ersetzte der Achselkragen das bei den genannten Rüstungstypen wegfallende Armzeug. 
Durch den regen Export von Harnischen fand der Achselkragen in weiten Teilen Europas Verbreitung, wobei die in England übliche Bezeichnung Almain collar („deutscher Kragen“) auf seinen Ursprung hindeutete. Bei der von den Arkebusierreitern gebildeten, leichten Reiterei blieb er bis gegen Ende des 16. Jahrhunderts gebräuchlich, um dann allmählich vom Ringkragen verdrängt zu werden. Als Bestandteil des aus dem Knechtsharnisch hervorgegangenen Pikenierharnischs blieb der Achselkragen auch bei der schweren Infanterie in Verwendung, doch entwickelte sich hier um die Wende zum 17. Jahrhundert ebenfalls eine Tendenz zur Reduzierung auf den Ringkragen. Diese Entwicklung setzte teilweise jedoch deutlich später ein, was insbesondere für das kaiserliche Fußvolk galt. So legten die kaiserlichen Pikeniere den Achselkragen erst in den 1660er Jahren ab.